# Caseneuve
Caseneuve település Franciaországban, Vaucluse megyében. Lakosainak száma 519 fő (2022. január 1.). Caseneuve Apt, Gignac, Rustrel, Saignon, Saint-Martin-de-Castillon és Viens községekkel határos.

## Népesség
A település népességének változása:
| Lakosok száma | 508  | 511  | 507  | 489  | 493  | 493  | 503  | 511  | 519  |
|               | 2013 | 2015 | 2016 | 2017 | 2018 | 2019 | 2020 | 2021 | 2022 |